# Wiek
Wiek, früher auch Wieck, ist eine Gemeinde im Landkreis Vorpommern-Rügen auf der Insel Rügen in Mecklenburg-Vorpommern (Deutschland). Die Gemeinde wird vom Amt Nord-Rügen mit Sitz in der Gemeinde Sagard verwaltet.

## Geografie und Verkehr
Wiek liegt etwa 30 Kilometer nordwestlich von Bergen auf Rügen auf der Halbinsel Wittow. Die Gemeinde ist über die Landstraße 30 entweder über die Nehrung der Schaabe zu erreichen oder über die Wittower Fähre, einer Autofähre zwischen den Gemeinden Wiek und Trent. Wiek grenzt im Westen an den Wieker Bodden, der im Westen durch die Halbinsel Bug von der Ostsee abgetrennt ist und so einen guten Naturhafen darstellt. Im Süden hat der Bodden eine schmale Verbindung zum Meer. Von Wiek aus gibt es einen regelmäßigen Fährverkehr zur Insel Hiddensee.
Umgeben wird Wiek von den Nachbargemeinden Altenkirchen im Nordosten, Breege im Osten, Trent im Süden (Seegrenze) sowie Dranske im Westen und Nordwesten (teilweise Seegrenze).
Vom 21. Dezember 1896 bis zum 10. September 1968 verlief die 750-mm-Schmalspurbahnstrecke Bergen–Trent–Wittower Fähre–Wiek–Altenkirchen der Rügenschen Kleinbahn (RüKB) durch Wiek. Auf dem Bahndamm nördlich der Ortslage von Wiek wurde ein Radweg angelegt.

### Ortsteile
| - Bischofsdorf - Bohlendorf - Fährhof - Parchow | - Wiek - Wittower Fähre - Woldenitz - Zürkvitz |

## Geschichte

### Bischofsdorf
Ersterwähnt als Biscoppesdorp und Bysscoppersdorp. 1486 zu Heinrich (von) Normann-Streu und 1500 an Martin (von) Barnekow, hier durch Bischof Niels Skave, gab man Einkünfte des Ortes an Adlige.

### Bohlendorf

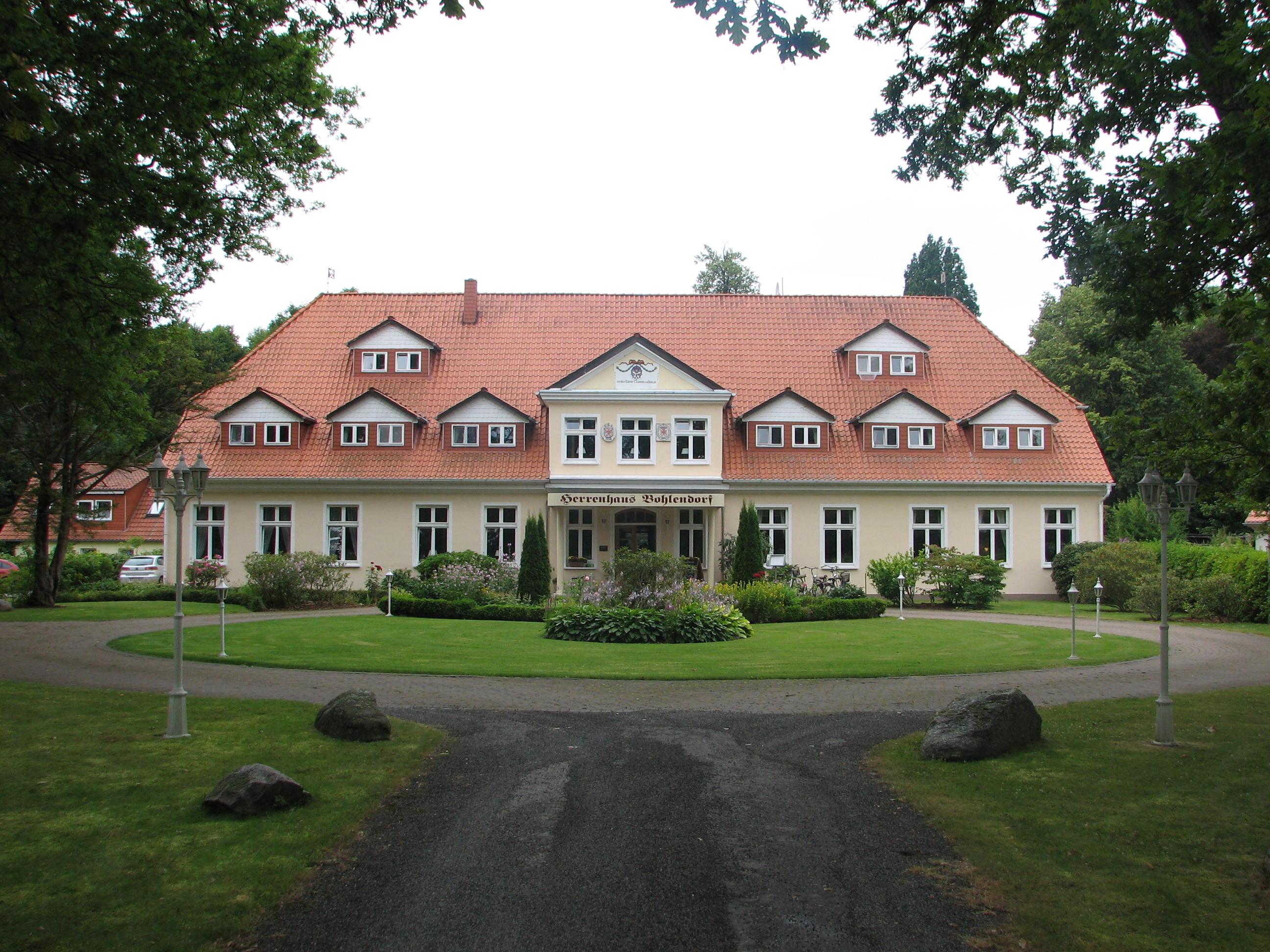
Gutshaus Bohlendorf

Seit dem 13. Jahrhundert war Bohlendorf Stammsitz der Familie von Bohlen mit einem Gut von etwa 264 ha. Dieses Geschlecht gab dem Ort auch seinen Namen und blieb bis zum Zweiten Weltkrieg. 1794 ließ Ernst Casimir von Bohlen das heutige Gutshaus bauen. Mitte des 19. Jahrhunderts war Julius von Bohlen der Gutsinhaber. Er war auch als namhafter Heimatforscher und Autor tätig. 1893 war dessen jüngster Sohn der nächste Erbkämmerer des Fürstentums Rügen und der Lande Barth, Leutnant Arnold Freiherr von Bohlen (* 1854; † 1899), Nutznießer des vormals zur Sicherung der Erbfolge gegründeten Bohlendorf`schen Familienfideikommiss. Er war verheiratet mit Elisabeth von Burgsdorff und begann einst seine Laufbahn auf dem Adelsinternat der Ritterakademie Brandenburg. Nacherbe wurde die zweite Tochter Hertha, verheiratete von der Schulenburg, dann der Vetter Hauptmann Adolf von Wolff, der den Namen von Wolff-Bohlen annahm. Noch 1939 galten die v. Wolff-Bohlenschen Erben als Gutseigentümer der konstanten Besitzesgröße von 264 ha. Nachdem die Besitzer kinderlos starben, kaufte Alexander von Quistorp nach verschiedenen genealogischen Angaben bereits nach 1935 das Gut Bohlendorf. Das Gut wurde 1945 mit der Bodenreform zersiedelt. Das Herrenhaus wurde Wohnhaus für Umsiedler, später dann als Ferienanlage des VEB Erdöl-Erdgas Grimmen genutzt. Nach der Wiedervereinigung wurde das Gutshaus umfangreich renoviert und ein Hotelbetrieb eingerichtet.

### Fährhof
Fährhof hieß einst Krakewitz und gilt als Stammhaus des gleichnamigen rügischen Adelsgeschlechts. Die Familie gewann 1459 Bedeutung mit dem Herzoglichen Vogt zu Wolgast und Usedom Hans von Krakevitz. Die Ortschaft selbst gilt spätestens seit 1896 als Fundstelle mit Bedeutung von Stein-Altertümer. Fahrhof wurde nachmals ein Gut der Familie von Platen. Ein Vertreter war Karl Friedrich von Platen. Seine Ehefrau Fanny von Watzdorf-Brambach stammte aus Sachsen. Platen verkaufte Fährhof 1901 und zog nach Dresden, wo die Söhne auch dann zum bekannten Vitzthum-Gymnasium gingen. Das in Fährhof bestehende Rittergut gehörte Anfang des 20. Jahrhunderts der Familie O. Wittstock. Es handelte sich um einen mittelgroßen Landwirtschaftsbetrieb mit 252 ha.

### Parchow

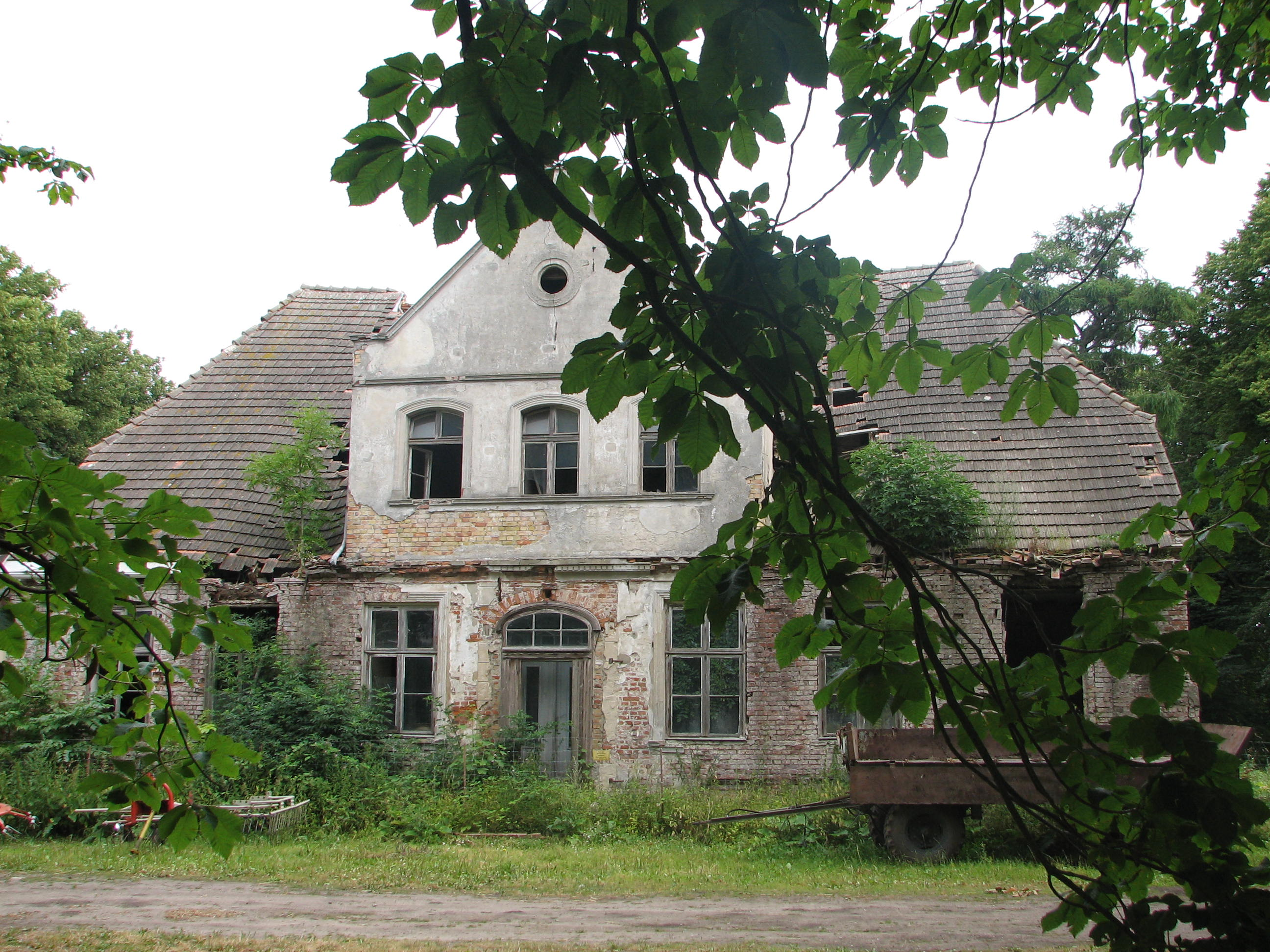
Gutshaus Parchow, im Verfall

Parchow war zunächst ein Gut der Familie von Viersen, bis 1561. Dann erwerben es die von Platen. Käufer war der Hauptmann auf Goldberg und Fürstenberg, der Fürstlich Pommersche Frauenzimmerhofmeister Achim von Platen, verheiratet mit Katharina von der Lancken. Ihr Sohn Christoph von Platen übernimmt dann Parchow und weitere Güter. Die genealogische Linie auf Parchow geht weiter zu seinem Urenkel Olof Joachim von Platen (1693–1727). Weitere drei Generationen war Friedrich Christoph von Platen der Grundbesitzer, liiert mit Anna Luise von Fabricius. Wilhelm von Platen (1854–1901), respektive seine Witwe Elisabeth von Berg, veräußerte dann 1909 dann große Bereiche vom Parchower Güterkomplex. Th. Witthohn führte dann den Besitz bis 1945. Das unsanierte Gutshaus von ca. 1840 und die Nebengebäude verfallen – kein ungewohnter Umstand bezüglich der zahlreichen mecklenburgischen und vorpommerschen Gutshäuser.

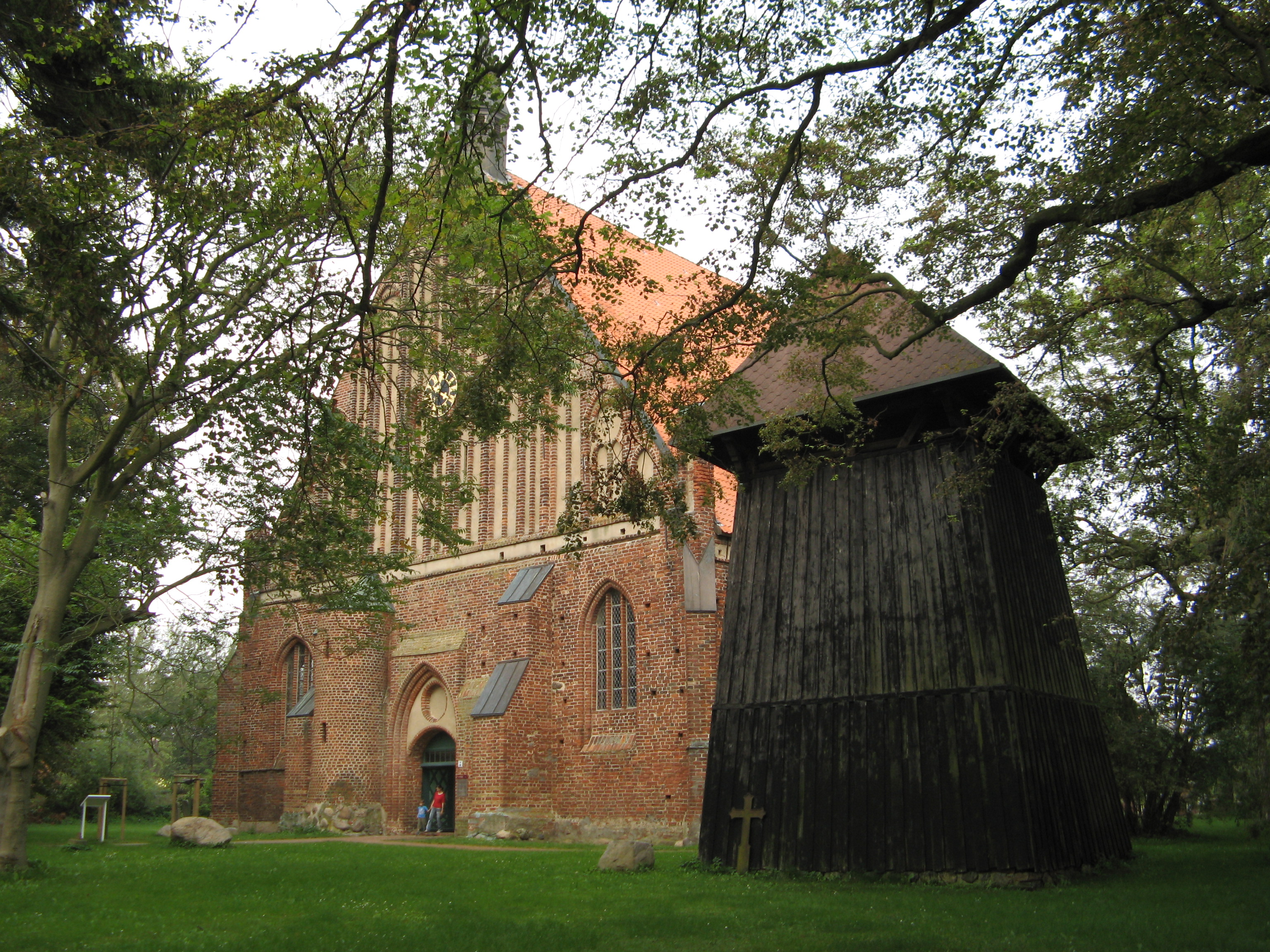
Pfarrkirche St. Georg zu Wiek mit Glockenstuhl

### Wiek
Der Ort wurde erstmals 1165 als Vikr (also mit altnordischer Wortendung) urkundlich dokumentiert. Dabei war auch die Rede von einem slawischen Burgwall. Nach 1168 wurde auch das Gebiet von Wiek christianisiert. Es siedelten sich dann im Laufe der Zeit immer mehr Deutsche in dem Ort an und die slawische Bevölkerung wurde assimiliert. 1314 und 1318 wurde eine parochia Medowe sive Wyk, also eine Pfarrei namens Medow oder Wiek erwähnt.
Den Wortstamm vik, verwandt mit dem Lateinischen vicus (Dorf, Gehöft) gibt es sowohl in germanischen als auch in slawischen Sprachen. „Vik“ in den nordgermanischen Sprachen und „Wik“ oder „Wyk“ im Friesischen steht für Bucht und deutet ebenso auf Marktstelle oder Handelsort hin, denn diese entwickelten sich an Gewässern und besonders in Buchten. Stadtähnliche Siedlungen in Deutschland wurden vor Erteilung eines Stadtrechts oft als „Weichbild“ bezeichnet. In slawischen Sprachen ist der Namensbestandteil -wiec für einen Ort nicht selten, etwa in Sosnowiec (Kiefernort) und Królewiec (Königsort, der polnische Name für Königsberg). Im Bereich der südlichen Ostseeküste kann „Wie(c)k“ für eine vorbestehende Siedlung stehen, in deren Nähe ein neuer Ort, oft mit deutschen Siedlern, gegründet wurde z. B. Wendisch Wieck und Denewieck (Dänisch Wieck) bei Greifswald. Somit kann Wiek das ältere Gegenstück zum neuen, christlichen Altenkirchen sein. Da außer diesem fast alle Orte auf der Halbinsel Wittow Namen slawischer Herkunft tragen, kann Medove der slawische Name von Wiek gewesen sein. Die Wortendung -ove, heute zumeist -ow ist bei slawischen Namen sehr verbreitet und kann einen Genitiv Plural oder ein Adjektiv bezeichnen.
Mittelalter
Vor der Völkerwanderung hatte in der Region die germanischen Rugier gelebt. Etwa seit dem 8. Jahrhundert und somit auch um 1000 wohnte auf Rügen und auch weiter südlich das slawische Volk der Ranen (Rujanen). Der Inselname war also aus der Germanenzeit in die Slawenzeit übernommen worden. Die Rujanen sprachen eine lechische Sprache.
Der Ort dürfte einen der auf Rügen typischen Burgwälle (wie Arkona oder Charenza) gehabt haben und kann von Wäldern umgeben gewesen sein.

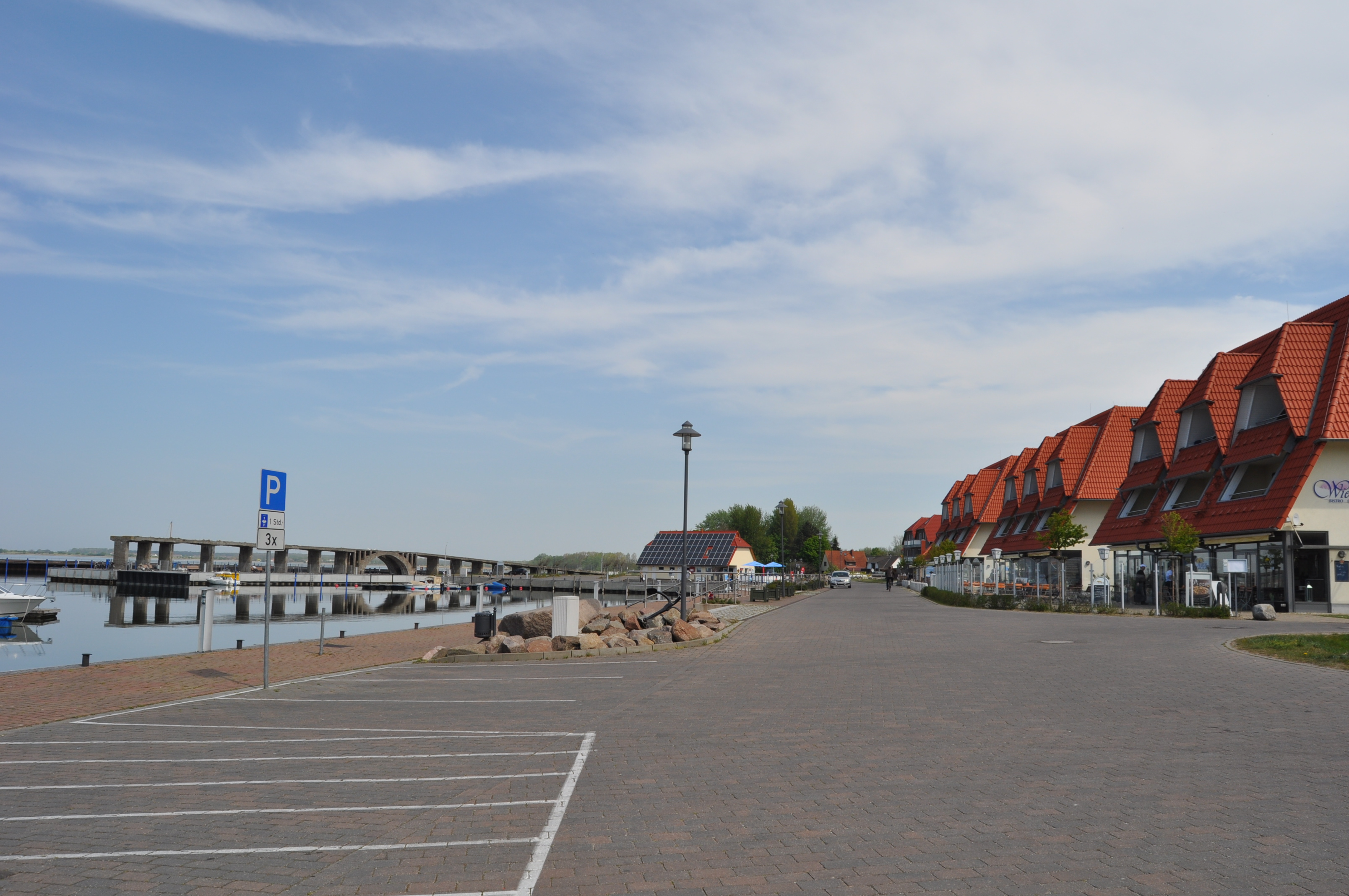
Hafen von Wiek mit Hafenmeisterei und der damals noch unsanierten Kreidebrücke

Die Dänen kämpften im 12. Jahrhundert mehrfach um die Oberhoheit über Rügen und erzwangen schließlich 1168 die Christianisierung des slawischen Fürstentums. Bis zur Schlacht bei Bornhöved (1227) beherrschte Dänemark die südliche Ostseeküste. Deutsche Siedler kamen und lebten neben den slawischen Einwohnern. Im Laufe der Jahrhunderte veränderten sich Sprache, Sitten, Religion und die Landwirtschaft.
Auch der Ortsname änderte sich; 1314 und 1318 hieß es Medove sive Wiek und Medove sive Wyk, 1324 nur noch Wik, später de Wyke, Wick, Wieck und heute wieder Wiek.
1404 starb auf Jasmund die letzte Einwohnerin, die noch wendisch sprach.
1314 wurde Wiek in einer Steuerliste des Rügenfürsten Wizlaw III. aufgeführt, und scheint danach eine schon sehr beträchtliche Einwohnerzahl aufzuweisen. Erneut wurde Wiek 1318 urkundlich erwähnt. Nach dem Tod Witzlaws III. kam Rügen zum Herzogtum Pommern-Wolgast und ab 1350 herrschte der Landvogt als Vertreter des Fürsten. 1355 verkaufte Ritter Johann von Kyle (Kiel) seine Güter aus Wiek und Goos. Um 1400 wurde mit dem Bau der Dorfkirche begonnen. 1421 wurden bereits die sozial orientierte Elendenbruderschaft und 1456 die Fronleichnamsbruderschaft in Wiek genannt. Um 1453 war das Seeräuberwesen der Vitalienbrüder unter Klaus Störtebecker und Gödeke Michels in dieser Gegend sehr aktiv. 1462 wurde das Armenhaus St. Jürgen in Wiek eingerichtet. 1515 belehnte Herzog Bogislaw X. Heinrich von der Lancken unter anderem „mit de Wyke gantz“. Den Lanckens und dem Nonnenkloster zu Bergen gehörten zu dieser Zeit der Ort.
17. bis 18. Jahrhundert
Im Dreißigjährigen Krieg hatte Rügen und somit Wiek ebenso zu leiden wie das ganze Pommernland. 1627 bis 1630 waren Wallensteins kaiserliche Truppen auf Rügen. Durch Hungersnot und Krankheiten verminderte sich die Bevölkerungszahl erheblich. Nach der schwedischen Besetzung konnte sich Wiek – im Gegensatz zu Pommern – wieder vom Krieg erholen. Es kam 1648 mit Vorpommern zu Schweden. Auch der Krieg Schweden gegen Brandenburg (1678) und der Große Nordische Krieg berührten Wiek. 1711 landete Feldmarschall Graf Stenbock mit ca. 10.000 Mann auf Wittow; der Ort hatte Spanndienste zu leisten. 1730 jedoch hieß es: „Wiek ist wohlbewohnt und volkreich. Die Einwohner stehen unter einigen adelichen Herrschaften, auch befinden sich allhier Kirchenbauern.“ Erst 1806 hebt der Schwedenkönig die Leibeigenschaft auf. Auch die Besetzung durch französische Truppen 1807 bis 1810 war im Ort spürbar. 1815 wurde Wiek preußisch.
Neuere Geschichte

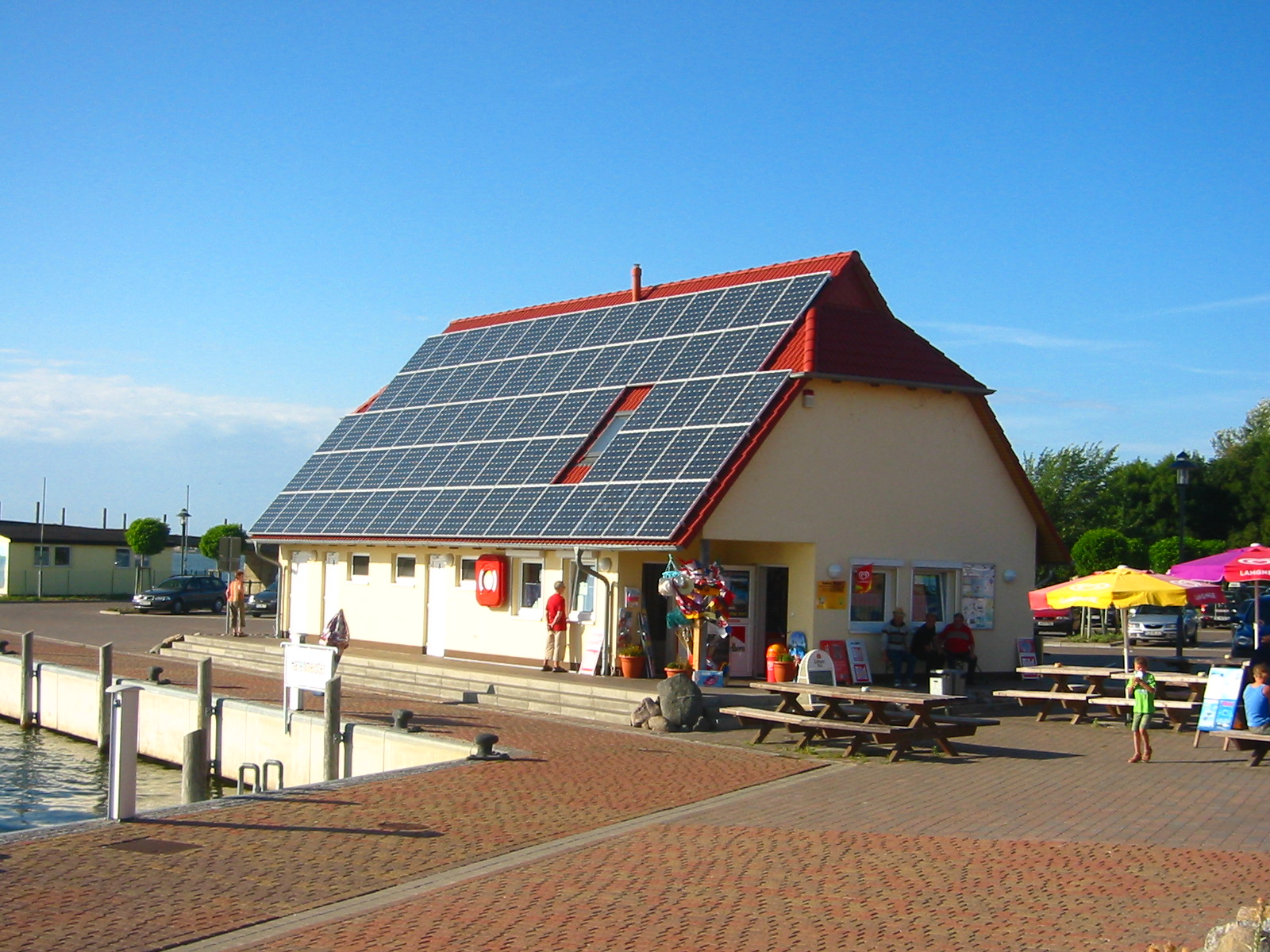
Die Hafenmeisterei im Wieker Hafen

Seit 1818 gehörte Wiek zum Kreis bzw. Landkreis Rügen. Nur von 1952 bis 1955 war es dem Kreis Bergen zugehörig. Die Gemeinde gehörte danach bis 1990 zum Kreis Rügen im Bezirk Rostock und wurde im selben Jahr Teil des Landes Mecklenburg-Vorpommern. Der seit 1990 wieder so bezeichnete Landkreis Rügen ging 2011 im Landkreis Vorpommern-Rügen auf.
1819 galt Wiek als größtes Dorf auf Rügen. 1820 entstand das Spritzenhaus. Fritz Reuter schrieb über Wiek 1830: „Am Morgen wanderte ich Wittow, der Kornkammer Rügens zu. Da lag das lieblichste, reich ausgestaltete Ländchen im Sommermorgen, umgürtet vom sonnenbegrenzten Meer, in unendlicher Mannigfaltigkeit durch die Buchten, Bodden und Wyken, …“ 1850 kann Wiek zwei Schulstandorte (im Küsterhaus und in einem gesonderten Haus) verzeichnen.
1872 standen Teile von Wiek bei dem großen Sturmhochwasser im November unter Wasser.
Drei Jahre später wurde der Friedhof auf dem alten Slawenwall – angelegt. Die Burgwallanlage stammt aus dem 11. und 12. Jahrhundert und wird vor Ort „Borgwall“ genannt.
1883 erhielt der Ort ein kaiserliches Postamt im Gasthof Schröder (Hotel Bismarck).
1890 wurde mit dem Bau des Hafens und einer Kleinbahn begonnen, die einerseits für die einheimischen Fischer, andererseits für den Kreideabtransport von den Kreidebrüchen beim Kap Arkona gedacht waren. Der Schützenplatz wurde 1898 angelegt. 1903 erhielt der Ort seine erste Straßenbeleuchtung. Eine Schotterstraße verband seit 1907 Wiek mit Altenkirchen. 1915 wurden kriegsbedingt die Arbeiten des 1912 begonnenen Ausbaus des Kreidehafens eingestellt. Als Zeugnis des geplanten Kreideabbaus blieb die 1914 errichtete Verladebrücke, die sogenannte Kreidebrücke, erhalten. Diese Brücke gehörte zu den frühesten Stahlbetonbauwerken im Ostseeraum. Auch in Wiek gab es am Ende des Ersten Weltkrieges einige Unruhen unter den stationierten Matrosen.

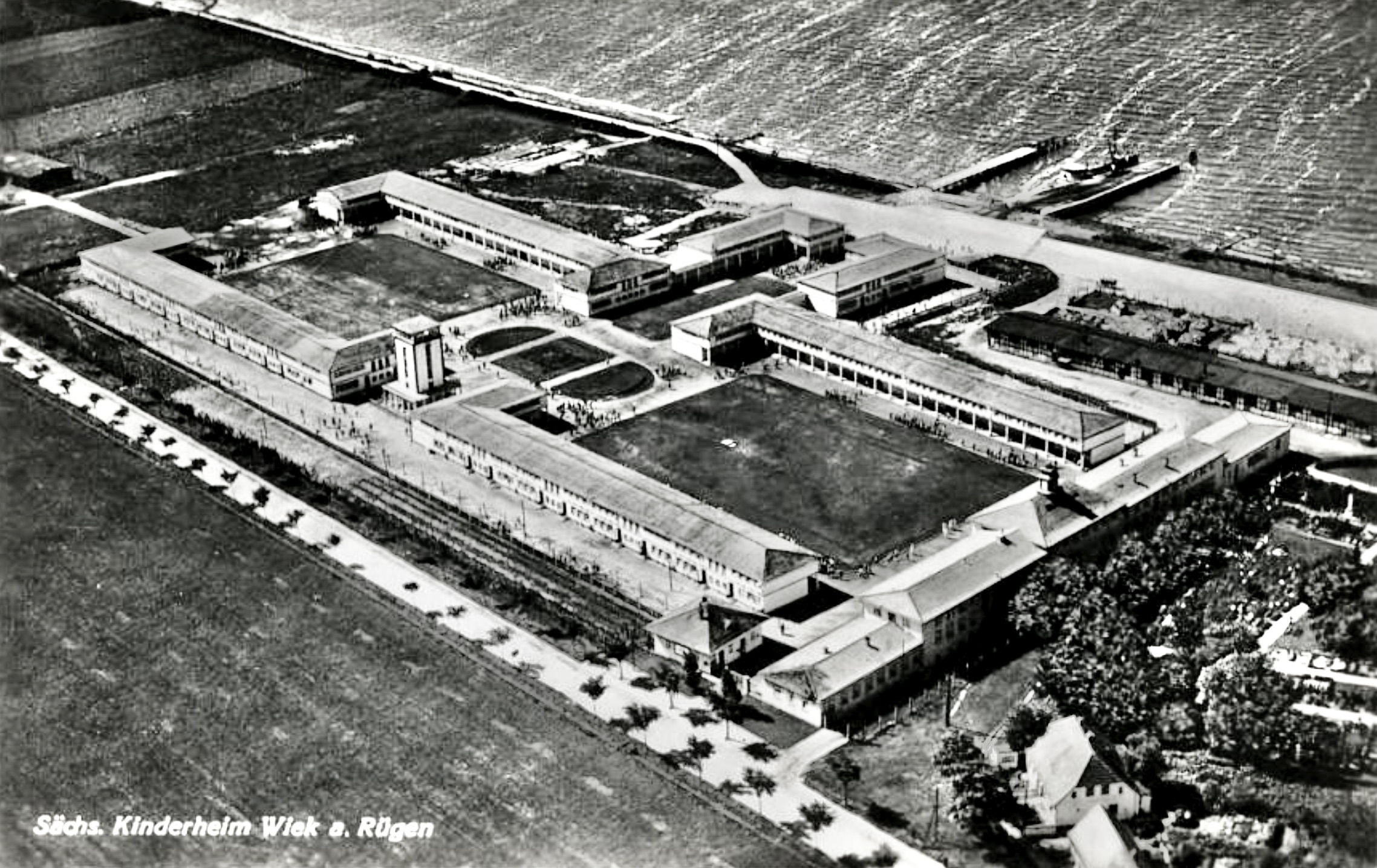
Sächsisches Kinderheim (auch: „Weiße Kinderstadt am Bodden“), 1930er Jahre

Von 1920 bis 1928 entstand das Sächsische Kinderheim als Kindergenesungs- bzw. Kinderkurheim für etwa 1250 Kinder (in Gruppen von etwa 50 Kindern mit jeweils zwei Müttern), belegt ab 1922 jeweils von Mitte April bis Mitte Oktober. 1928 wurde das heutige Schulgebäude erstellt. Zeitgleich wurde die Reederei Alwert gegründet. Um 1929/1930 konnten die Nationalsozialisten auch in Wiek Fuß fassen. Sturmabteilungen richteten einiges Unheil an. 1936 fegte ein anderer, richtiger Sturm über den Ort, der bemerkenswert war. Der Hafen wurde um 1934/1935 ausgebaut. 1938 erfolgte der Bau einer neuen Berufsschule. Ab 1935 wurden Soldaten auf dem nahe gelegenen Bug stationiert, und seitdem ist dieser Teil der Halbinsel mit Unterbrechungen bis 1992 stark militärisch geprägt. Am 5. Mai 1945 konnte der Ort kampflos von der Roten Armee besetzt werden.
1949/1950 wurde auf Grund der starken Bevölkerungszunahme die Schule ausgebaut.
Nach der Wende wurde der Ort ab 1992 mit Hilfe der Städtebauförderung umfangreich saniert. Der Wieker Hafen wurde zwischen 2001 und 2004 umfangreich ausgebaut und modernisiert. Die Marina Wiek bietet Liegeplätze für etwa 150 Segelyachten. Die seit ihrer Errichtung 1914 als Investitionsruine im Hafen stehende Kreidebrücke wurde 2014 saniert und zu einer Promenade umgestaltet. Die Kosten dafür beliefen sich auf ca. 2,3 Millionen €.

### Woldenitz

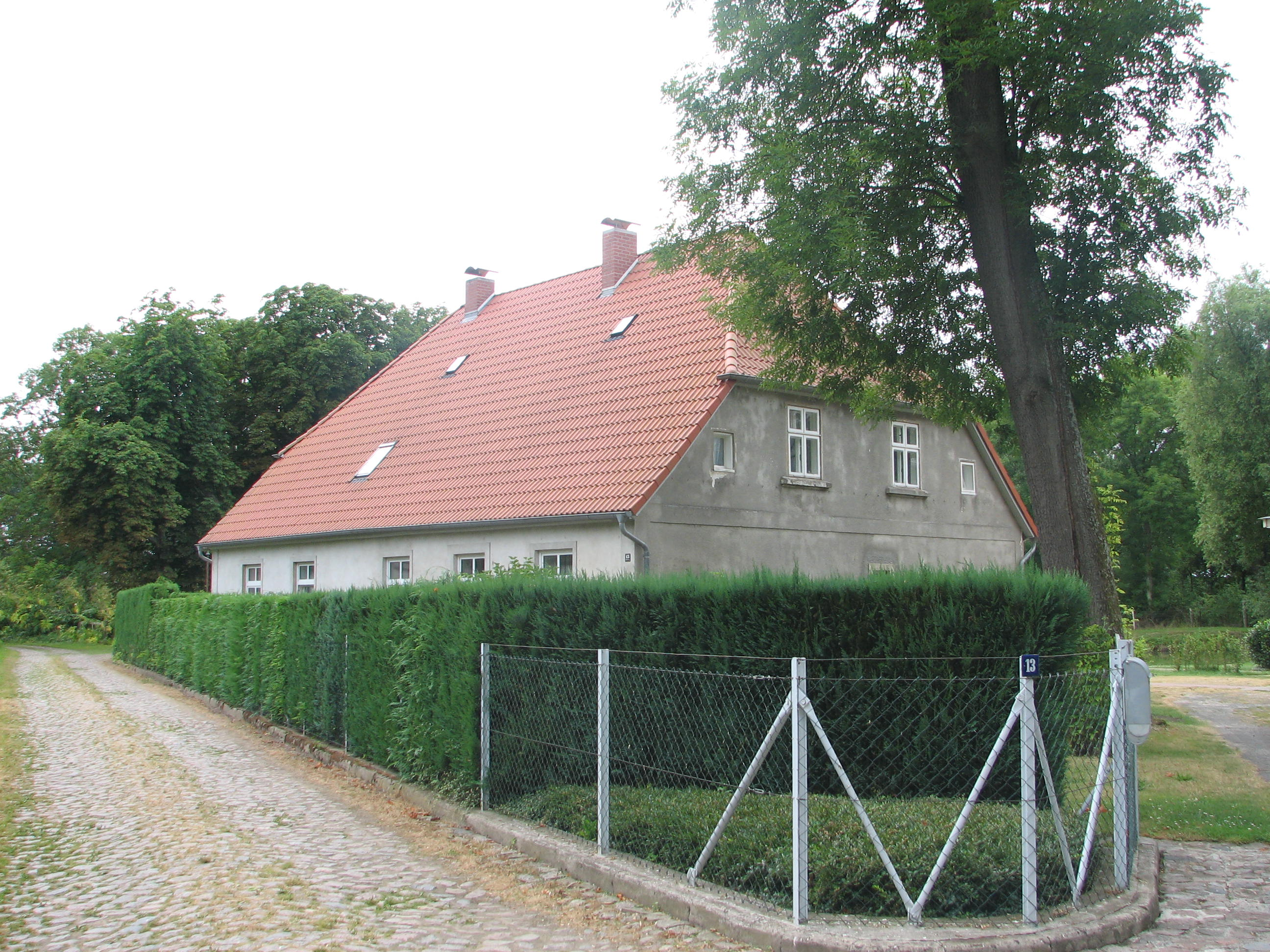
Gutshaus Woldenitz

Woldenitz war seit dem 13. Jahrhundert der Stammsitz der Familie von der Lancken, einer Rügener Familie des Uradels. Dietrich Christian von der Lancken ist als Major in schwedischen Diensten. Gustav Heinrich von der Lancken auf Woldenitz, Landrat des Kreises Rügen, verkaufte 1853 den Woldenitzer Anteil in Wiek. Als der letzte Herr von der Lancken-Woldenitz kinderlos starb, wurde das Lehns- und Rittergut 1893 an den Nachbarn Wilhelm von Platen auf Parchow verkauft. Das heutige Gutshaus wurde zum Ende des 18. Jahrhunderts errichtet; es liegt an einem Teich in einem kleinen Park. 1945 wurden Gutshaus und Land aufgesiedelt und an lokale Bewohner, meist Flüchtlinge, verteilt. Heute als Privathaus bewohnt.

### Zürkvitz

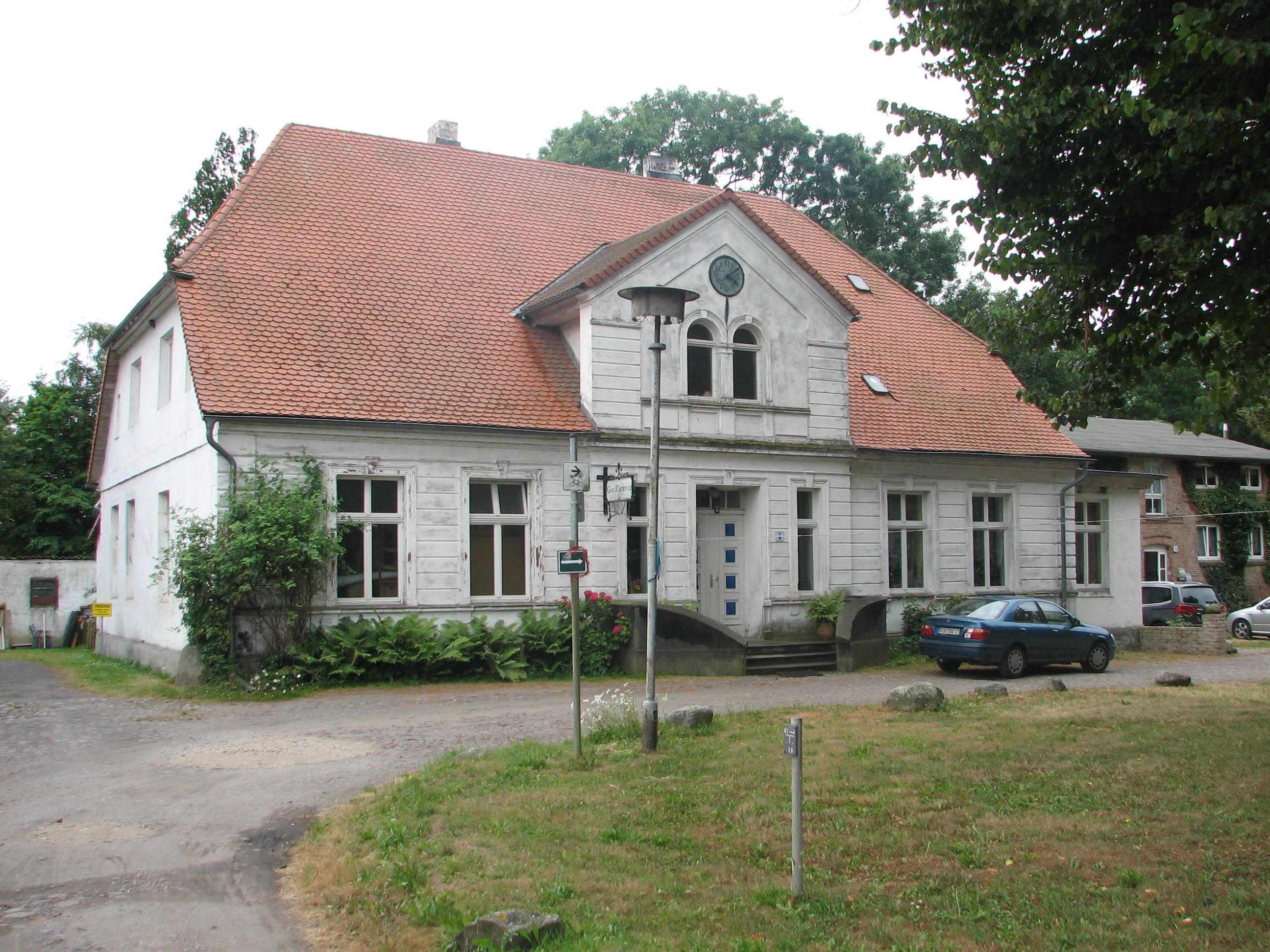
Gutshaus Zürkvitz

In Zürkvitz befand sich ein Rittergut, mit Anteil Wiek, welches unter anderem Heinrich von der Lancken (1724–1782) gehörte. Ihm folgte auf Zürkvitz sein Sohn Hauptmann Rickmann, dann sein Enkel Olof von der Lancken (1798–1835). Nächster Grundbesitzer wurde Rickmann sen. von der Lancken, vermählt mit Marie Luise von Usedom. Ihr Sohn Gustav von der Lancken schlug eine Militärkarriere ein und brachte es bis zum preußischen General. Ebenfalls war er Rechtsritter im Johanniterorden. Um 1914 besaß Zürkvitz noch dessen Sohn der Rittmeister d. R. Karl Rickmann von der Lancken. Zuletzt gehörte es bis 1945 der Familie der Freiherren von Bothmer gehörte und etwa eine Gesamtgröße von 314 ha beinhaltete. Davon waren 2 ha Waldbesitz. Heute befindet sich das Haus in Privatbesitz und ist bewohnt.

### Einwohnerentwicklung
| Jahr | Einwohner |
| ---- | --------- |
| 1168 | um 250    |
| 1577 | um 350    |
| 1805 | 580       |
| 1817 | 729       |
| 1850 | 1239      |
| 1905 | 1140      |
| 1933 | 1442      |
| 1950 | 2243      |
| 2000 | 1269      |

## Politik

### Gemeindevertretung und Bürgermeister
Der Gemeinderat besteht (inkl. Bürgermeisterin) aus 10 Mitgliedern. Die Wahl zum Gemeinderat am 26. Mai 2019 hatte folgende Ergebnisse:
| Partei/Bewerber                   | Prozent | Sitze |
| --------------------------------- | ------- | ----- |
| FDP                               | 38,37   | 4     |
| CDU                               | 29,15   | 3     |
| WG Bürger für Wiek                | 18,78   | 2     |
| WG Bürgerbündnis für Zusammenhalt | 11,29   | 1     |

Bürgermeisterin der Gemeinde ist Petra Harder (CDU), sie wurde mit 56,22 % der Stimmen gewählt.

### Wappen
Das Wappen wurde am 12. Juni 2001 durch das Innenministerium genehmigt und unter der Nr. 246 der Wappenrolle von Mecklenburg-Vorpommern registriert.
Blasonierung: „Geteilt; oben in Rot zwei schräg gekreuzte goldene Dreschflegel, die Kreuzung überdeckt von einem goldenen Bienenkorb; unten in Gold ein blaues Wikingerboot mit Segel.“
Das Wappen wurde von dem Sagarder Gerhard Koggelmann gestaltet.

### Partnergemeinden
- Łobez bei Stettin, Polen, seit 2008
- Bremen-Blumenthal, Deutschland

## Kultur und Sehenswürdigkeiten

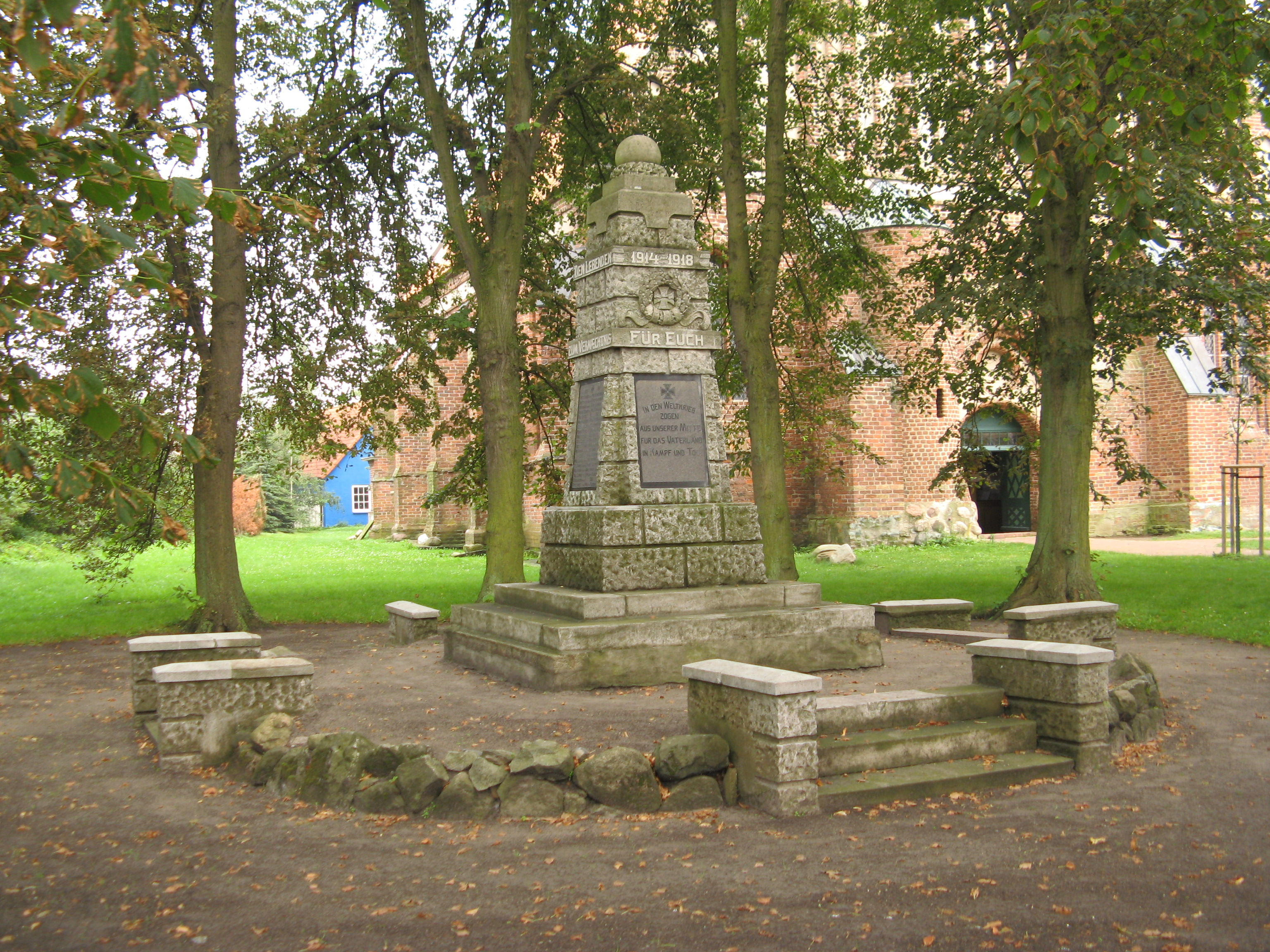
Kriegerdenkmal in Wiek von 1923 für die Gefallenen des Ersten Weltkrieges

- Die Pfarrkirche St. Georg zu Wiek, eine um 1400 erbaute gotische Backsteinkirche mit Glockenstuhl (um 1600)
- Kriegerdenkmal aus dem Jahr 1923 zur Erinnerung an die Gefallenen des Ersten Weltkrieges auf dem Kirchgelände
- Der Hafen (bis 2003 neu gestaltet) mit der alten Kreidebrücke
- Das Kinderkurheim, bis 1929 nach Plänen des Bauhausschülers Waldo Wenzel entstanden
- Der Wieker Blasmusik e. V. ist ein über die Ortsgrenzen hinweg bekanntes Orchester. Es wurde 1958 gegründet.

→ Siehe auch: Liste der Baudenkmale in Wiek

## Persönlichkeiten
- Karl Christian Heller (1770–1837), evangelischer Theologe, Bibliothekar und Chronist
- Theodor Schwarz (1777–1850), evangelischer Theologe, Pfarrer, Schriftsteller und Maler
- Karl Schwarz (1812–1885), evangelischer Theologe und Hochschullehrer
- Julius von Platen (1853–1922), preußischer Generalleutnant
- Heinz Burmeister (1920–1995), Neurochirurg
- Rüdiger Hoth (* 1940), Bauingenieur und Dombaumeister
- Thorolf Oeing (* 1943), Politiker (CDU/REP), Mitglied der Bremischen Bürgerschaft